# Юшково (Енангское сельское поселение)
Юшково — деревня в Кичменгско-Городецком районе Вологодской области.
Входит в состав Енангского сельского поселения, с точки зрения административно-территориального деления — в Нижнеенангский сельсовет.
Расстояние по автодороге до районного центра Кичменгского Городка составляет 43 км, до центра муниципального образования Нижнего Енангска — 9 км.
Население по данным переписи 2002 года — 28 человек (12 мужчин, 16 женщин). Всё население — русские.